# Madison Kennedy
Pour les articles homonymes, voir Kennedy.
Madison Kennedy, née le 22 décembre 1987, est une nageuse américaine, spécialiste de la nage libre. 

## Biographie
Elle remporte trois médailles aux Championnats du monde en petit bassin 2014 dont un titre sur le relais 4 × 50 m nage libre mixte (record du monde). Elle est médaillée d'argent au relais 4 × 100 m nage libre aux Jeux panaméricains de 2015. 
Au niveau national, elle remporte un titre de championne du 50 mètres nage libre en 2015.

## Palmarès

### Championnats du monde

#### Petit bassin
- Championnats du monde 2014 à Doha (Qatar) :
  -  Médaille d'or au titre du relais 4 × 50 m nage libre mixte
  -  Médaille d'argent au titre du relais 4 × 50 m nage libre
  -  Médaille d'argent au titre du relais 4 × 100 m nage libre